# Heliscella stellatacula
Heliscella stellatacula är en svampart som först beskrevs av P.W. Kirk ex Marvanová & Sv. Nilsson, och fick sitt nu gällande namn av Marvanová 1980. Heliscella stellatacula ingår i släktet Heliscella, divisionen sporsäcksvampar och riket svampar.   Inga underarter finns listade i Catalogue of Life.